# Madia Diop
Pour les articles homonymes, voir Diop.
Madia Diop (1928-2008) est un syndicaliste et un homme politique sénégalais. Ancien membre du Parti socialiste (PS), il a longtemps été le secrétaire général de la Confédération nationale des travailleurs du Sénégal (CNTS).
Il est un militant du panafricanisme syndical et l'initiateur de la « participation responsable ».

## Biographie
Madia Diop est né à Bambey le 3 octobre 1928. Il est décédé le 11 novembre 2008 à Dakar, à l'âge de 80 ans.
Madia Diop est le petit-fils de Sega Diallo, ancien herudi de l'islam.  Son grand-père représente El hadji Malick dans l'éducation de l'islam à travers le Sénégal.